# Der Raupen wunderbare Verwandelung und sonderbare Blumennahrung

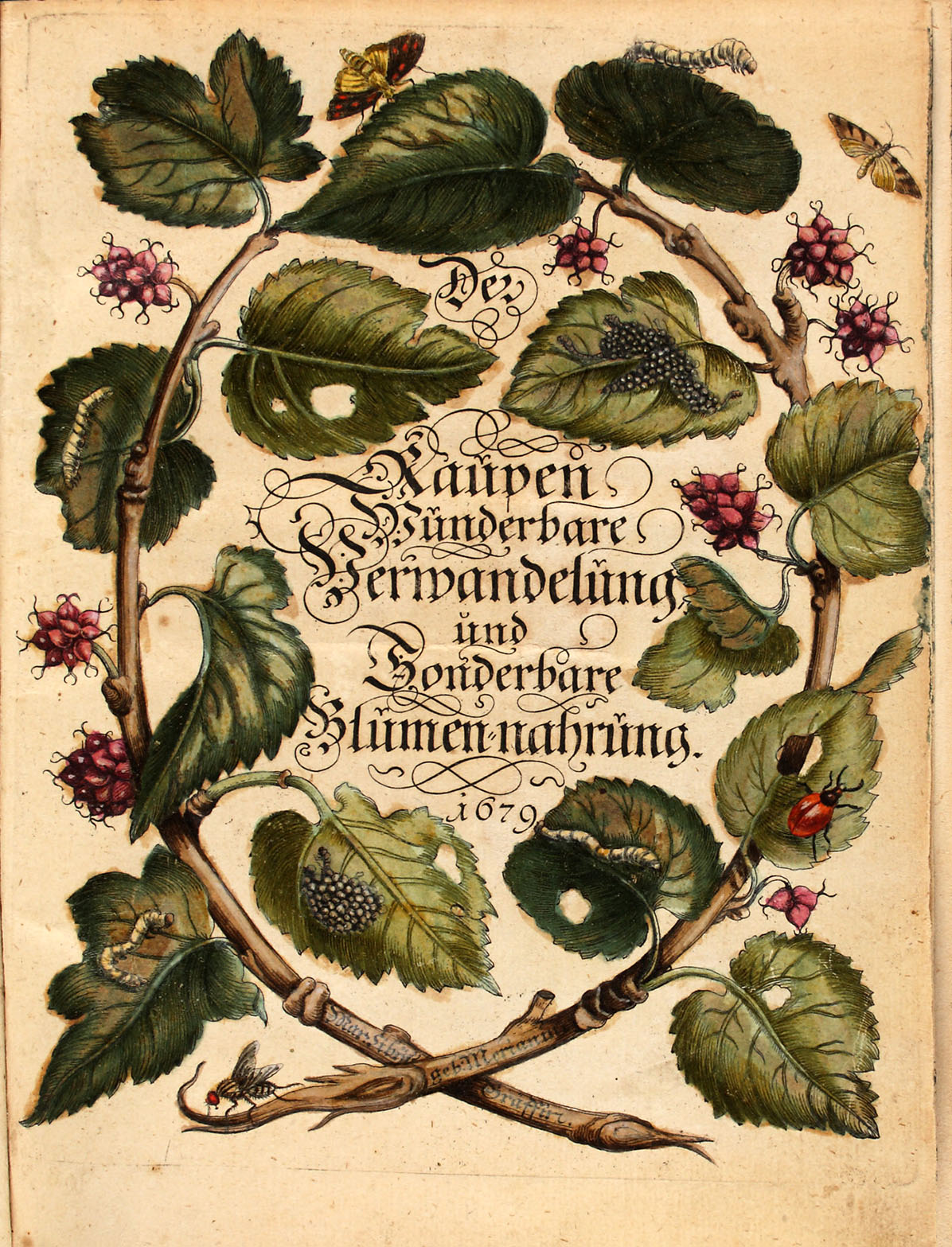
Der Raupen wunderbare Verwandelung und sonderbare Blumennahrung – koloriertes Titelblatt des ersten Bandes von 1679

Der Raupen wunderbare Verwandelung und sonderbare Blumennahrung (auch bekannt als Raupenbuch) ist das zweite Werk der Naturforscherin Maria Sibylla Merian (1647–1717). Die ersten beiden Bände erschienen 1679 und 1683 zunächst in deutscher Sprache. Das Buch stieß auf großes wissenschaftliches Interesse und machte Merian überregional bekannt.

## Werk
Der vollständige Titel der ersten Ausgabe lautete: Der Raupen wunderbare Verwandelung / und ſonderbare Blumen⸗nahrung / worinnen / durch eine gantz⸗ neue Erfindung / Der Raupen / Würmer / Sommer⸗vögelein / Motten / Fliegen / und anderer dergleichen Thierlein / Urſprung / Speiſen / und Veränderungen / ſamt ihrer Zeit / Ort / und Eigenſchaften / Den Naturkuͤndigern / Kunstmahlern / und Gartenliebhabern zu Dienſt / fleiſſig unterſucht / kürtzlich beſchrieben / nach dem Leben abgemahlt / ins Kupfer geſtochen / und ſelbſt verlegt / von Maria Sibylla Graäffinn / Matthæi Merians / des Eltern / Seel. Tochter.
Das „Raupenbuch“ folgte Merians dreiteiligem Neuen Blumenbuch. Im Gegensatz zu diesem gab es in erster Linie ihre eigenen langjährigen Beobachtungen wieder.
Maria Sibylla Merian hatte seit ihrer Jugend Insekten beobachtet und gesammelt; sie züchtete Schmetterlinge auch selbst, um sie näher studieren zu können. Ihre wissenschaftlichen Erkenntnisse nebst Skizzen hielt sie akribisch in einem „Studienbuch“ fest.
Merian entwarf die Bildtafeln – 50 je Band – zunächst „mit Aquarell- und Deckfarben“, bevor sie sie in Kupfer stach. Auf Wunsch kolorierte sie die Drucke auch selbst.
Die Kupferstiche zeigen die Entwicklungsstadien (Ei, Raupe, Puppe und Imago) verschiedener Schmetterlingsarten in einem „geschlossenen Zyklus“ um eine Futterpflanze angeordnet.
Merian stellte also nicht nur die Insekten selbst dar, sondern auch ihren Lebensraum, und zeigte dabei einen „hellwachen, für allerkleinste Details sensiblen Blick“.
Hinzu kam ein umfangreicher Begleittext.
Das „Raupenbuch“ wurde zu ihren Lebzeiten in vier Auflagen veröffentlicht; bis 1771 erschienen fünf weitere.
Mit ihrem „Raupenbuch“ spielte Merian eine bedeutende Rolle beim Entstehen der modernen wissenschaftlichen Insektenkunde (Entomologie). Laut Anne-Charlott Trepp sollte das Buch allerdings der Andacht dienen, dies zeige schon der Satz im Vorwort: „Suche demnach hierinnen nicht meine sondern allein Gottes Ehre Ihn als einen Schöpfer auch dieser Kleinsten und geringsten Würmlein zu preisen.“ Das Buch stehe damit in einer gerade zu dieser Zeit in Nürnberg verbreiteten Tradition der Naturfrömmigkeit, der Suche nach Gott gerade in den unbedeutendsten Kreaturen.
Maria Sibylla Merian arbeitete bis zu ihrem Tod an einem dritten Teil des „Raupenbuches“, das ihre Beobachtungen in Friesland und Holland beschreiben sollte. Es erschien schließlich, von ihren Töchtern vollendet, im Jahr 1717 auf Niederländisch.

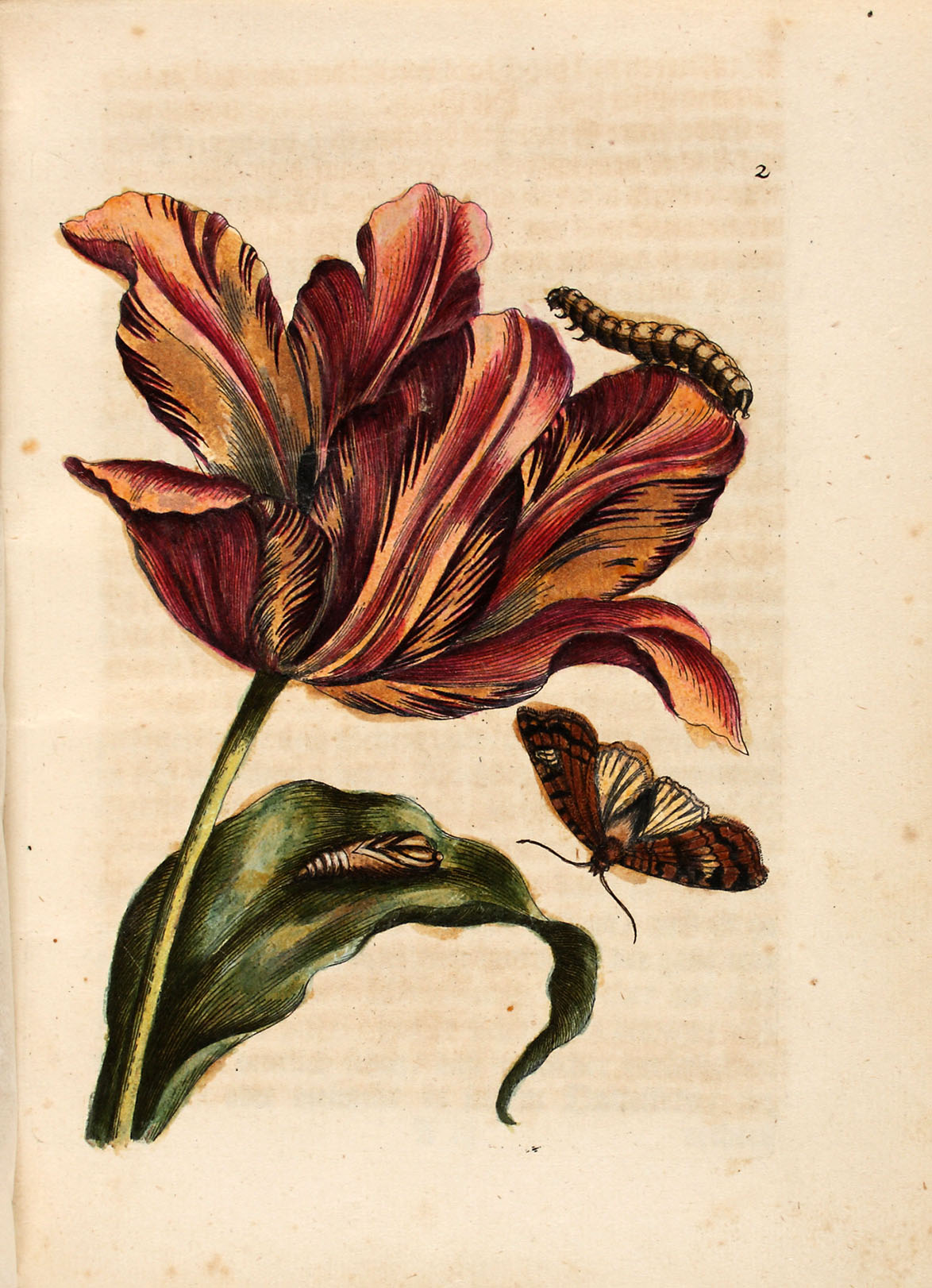
Tulpe (Tafel 2), koloriert
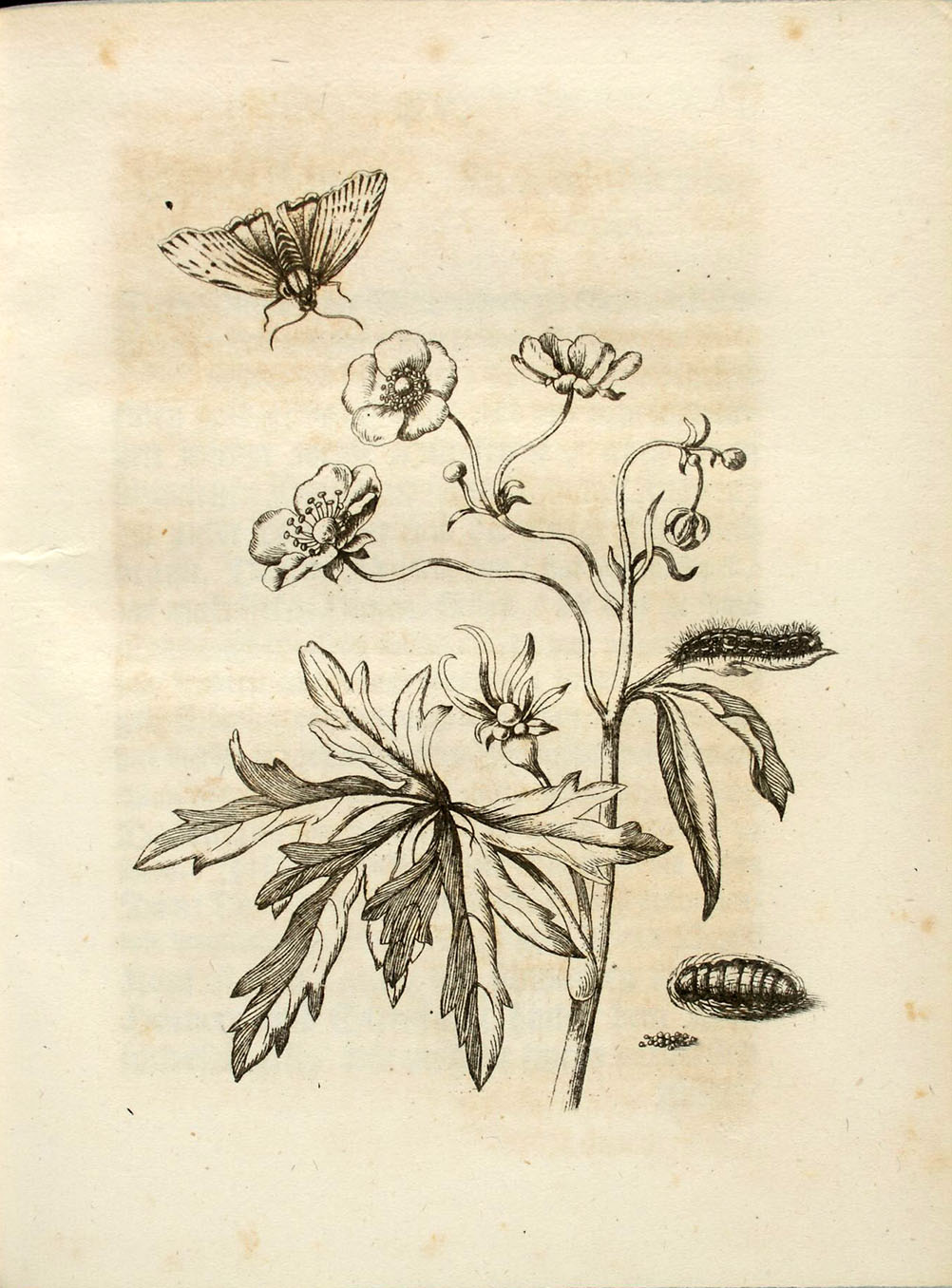
Wilder Hahnenfuß (Tafel 15)
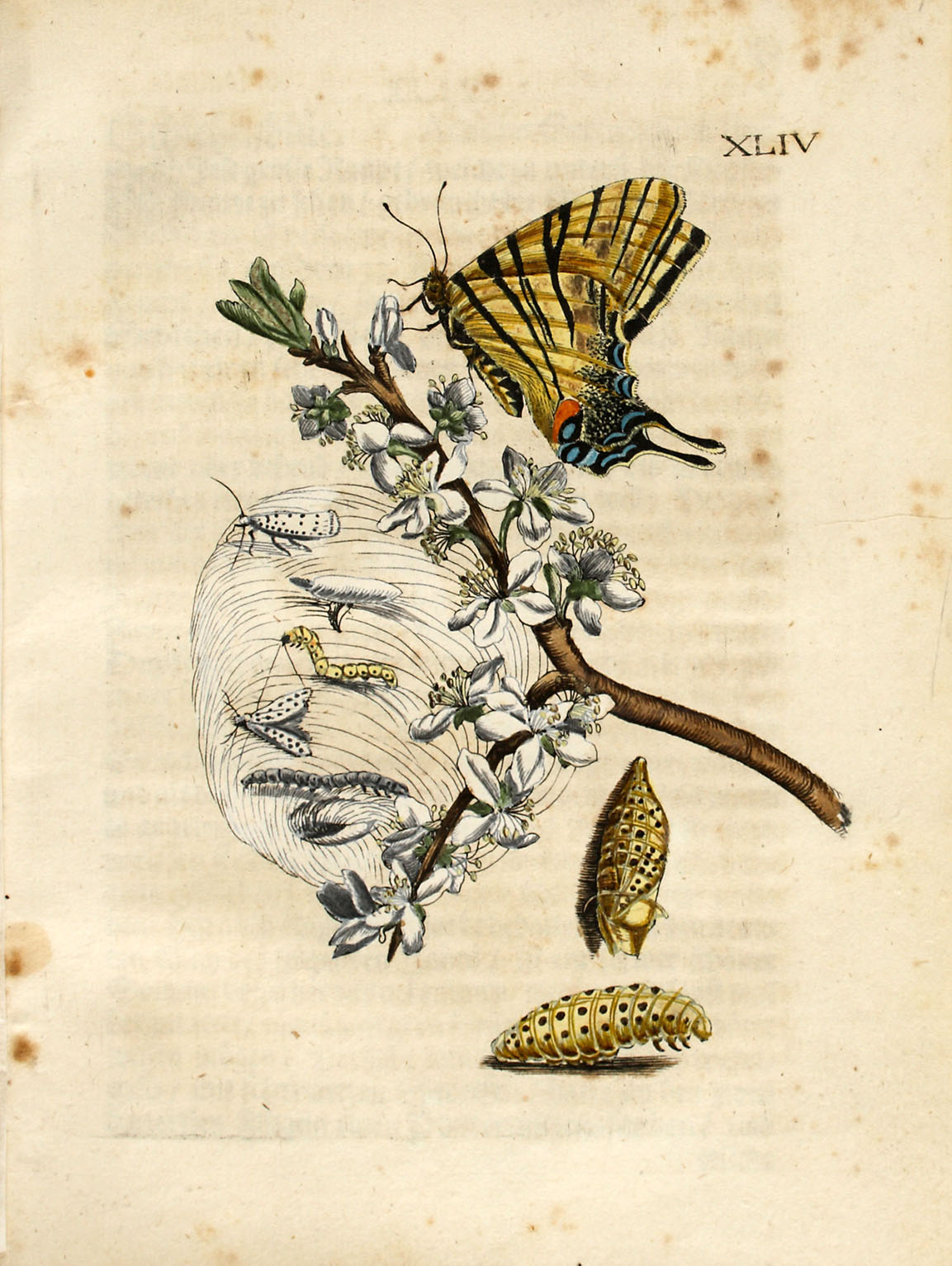
Schlehdorn (Band 2, Tafel 44), koloriert

### Weitere Ausgaben
Eine Ausgabe in niederländischer Sprache (Der Rupsen Begin, voedzel en Wonderbaare Verandering), von Merian selbst übersetzt und überarbeitet, wurde 1713 beziehungsweise 1714 bei Gerard Valk in Amsterdam veröffentlicht.
Eine dreiteilige lateinische Fassung erschien 1718, nach Merians Tod, als Erucarum Ortus, Alimentum Et Paradoxa Metamorphosis. bei Johannes Oosterwijk (Oosterwyk) in Amsterdam.
1730 schließlich wurde das Werk in einer erweiterten Ausgabe in niederländischer (De Europische insects) und französischer Sprache (Histoire des insectes de l’Europe) neu aufgelegt.

## Rezeption
Auf der Rückseite der 500-DM-Banknote war ab 1992 ein Motiv aus Tafel 8 dieses Werkes wiedergegeben. Abgebildet wurden ein Löwenzahn, auf dem eine Raupe und ein Falter des Grauen Streckfußes sitzen.